# РЦН Телевисион
РЦН Телевисион (на испански: RCN Televisión) също известен като Канал РЦН (на испански: Canal RCN), е колумбийски безплатен телевизионен канал, собственост на Organización Ardila Lülle, съкращение от Radio Cadena Nacional. Основана е като продуцентска компания на 23 март 1967 г. и стартира като телевизионен канал на 10 юли 1998 г.